# Geosmina
La geosmina è un composto biciclico che ha la particolarità di conferire, anche a concentrazioni molto basse, un forte sentore di terra, fungo e muffa.

## Etimologia
Il termine geosmina deriva dal greco antico γῆ (ghê) che significa terra e ὀσμή (osmè) che significa odore; indica quindi l'odore di terra. La parola fu introdotta in letteratura nel 1965 dalla biochimica americana Nancy N. Gerber (1929–1985) e dal biologo francese Hubert A. Lechevalier (1926–2015).

## Caratteristiche
La geosmina è un composto organico con un netto sapore e aroma di terra, ed è responsabile per il gusto terroso delle barbabietole; contribuisce al forte odore che si sente nell'aria quando la pioggia cade dopo un periodo di tempo asciutto (petricore) o il suolo viene disturbato. Il naso dell'essere umano è estremamente sensibile alle geosmina ed è in grado di rilevarla a concentrazioni più basse di 5 parti per trilione.
La geosmina è prodotta da diverse classi di microbi, compresi i cianobatteri (alghe blu-verdi) e Actinobacteria (specialmente gli Streptomyces), e viene rilasciata alla morte dei batteri. Quelle comunità il cui approvvigionamento di acqua proviene da acque di superficie possono periodicamente avere episodi spiacevoli di acqua con cattivo sapore, quando un forte calo della popolazione di questi batteri rilascia quantità di geosmina nella rete idrica locale.
La geosmina è anche responsabile dell'odore di fango nei pesci di fondale delle acque dolci, come la carpa e il pesce gatto. I cianobatteri producono geosmina e 2-metilisoborneolo, che si concentrano nelle pelle e nel tessuto muscolare scuro. Poiché la geosmina si decompone in condizioni di acidità, producendo sostanze inodori, l'utilizzo di aceto, limone e altri ingredienti acidi nelle ricette di pesce contribuisce a ridurre il sapore di fango.
Recentemente è stata dimostrata da Jiang et al. la possibilità di biosintetizzare geosmina da un enzima bifunzionale di Streptomyces coelicolor. Un singolo enzima, la germacradienolo/germacrene D sintasi converte il farnesil difosfato in geosmina in una reazione a due fasi.
Lo Streptomyces coelicolor è il rappresentante tipo di un gruppo di organismi del suolo, con un ciclo di vita complesso che coinvolge la crescita miceliale e la formazione di spore. Oltre alla produzione di geosmina volatile, produce anche molte altre molecole complesse di interesse farmacologico e la sua sequenza genomica è disponibile presso il Sanger Institute.